# Myrmarachne foenisex
Myrmarachne foenisex este o specie de păianjeni din genul Myrmarachne, familia Salticidae, descrisă de Simon, 1909 [1910. Conform Catalogue of Life specia Myrmarachne foenisex nu are subspecii cunoscute.